# Кызылжар (Жанааркинский район)
Кызылжа́р (каз. Қызылжар) — посёлок в Жанааркинском районе Улытауской области Казахстана. Административный центр и единственный населённый пункт Кызылжарской поселковой администрации. Находится примерно в 153 км к западу от районного центра — посёлка Жанаарка. Код КАТО — 354457100.

## Население
В 1999 году население посёлка составляло 1530 человек (775 мужчин и 755 женщин). По данным переписи 2009 года в посёлке проживало 1620 человек (805 мужчин и 815 женщин).